# 粘着榴弾

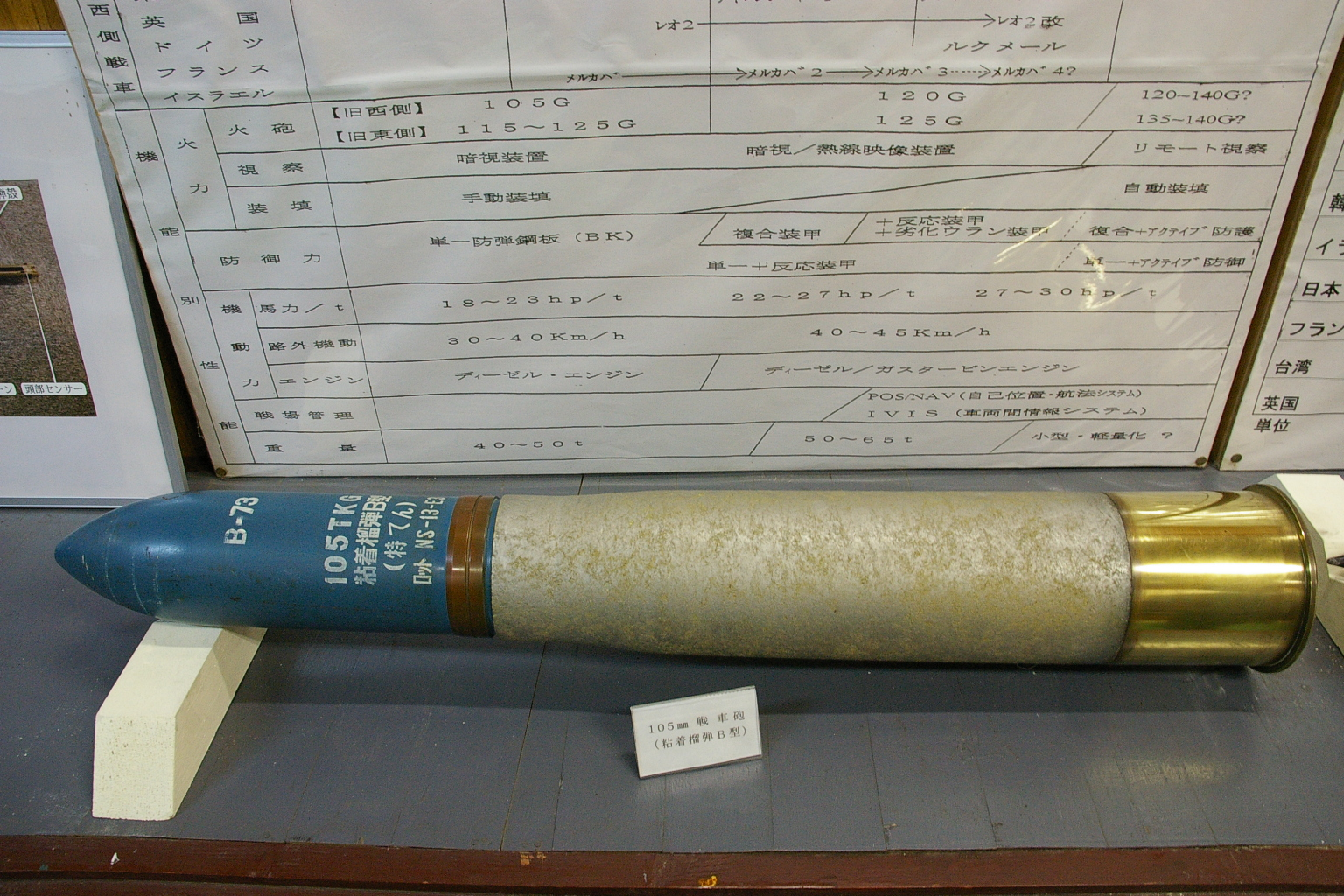
74式戦車で使用される105mm粘着榴弾

粘着榴弾（ねんちゃくりゅうだん）は、戦車の主砲などに使用されるホプキンソン効果を利用した砲弾の一種。英語ではHESH（High Explosive Squash Head）またはHEP（High Explosive Plastic）と呼ばれる。弾頭部分が装甲にへばり付くように潰れて起爆するまでの様子が和名の由来であり、目標に貼り付く粘着性がある訳ではない。

## 構造
外観は榴弾とほぼ同一だが、先端部はやや丸みを帯びている。これは、傾斜した装甲を持つ第二世代戦車を攻撃する際に弾丸の入射角が小さくなると弾かれてしまうことがあるため（斜面効果）、流線形化による射程の長距離化よりも起爆の確実性を優先させたことによる。
弾殻は、榴弾よりも薄く柔らかい金属で成型されている。炸薬にはC4などのプラスチック爆薬を充填する。弾底には無延期信管が取り付けられる。
粘着榴弾の弾頭は着弾後、目標の表面を貫通するのではなく、つぶれて密着した後に起爆される。起爆によって生じた衝撃波は装甲材を伝わり、ホプキンソン効果によって裏側が剥離飛散するスポール破壊を引き起こし、飛び散った装甲の内側の破片によって内部の人員、機材に損傷を与える。
榴弾と近い構造であることから、破片効果を期待して使用されることもあるが、弾殻が榴弾に比べて薄いため飛散する破片が少なく、信管の調整もできないことから、榴弾より破片効果は劣る。

## 対応火器
目標に直撃させなければ本来の効果を得られないことから、主に戦車砲や無反動砲といった直射火器で用いられる。
スポール破壊の理論上、複合装甲を採用した第三世代以降の戦車には効果が望めず、単純な防弾鋼板であっても、内部にポリマー製の「内張り装甲」を貼り付けて破片の飛散を抑えることで防御策とすることができる。
装弾筒付翼安定徹甲弾（APFSDS）が登場した後も、多目的対戦車榴弾（HEAT-MP）より安価で価格は1/5程度、全天候性を持ち、初速が遅いため砲身寿命への影響が少なく、榴弾同様に円形の危害範囲を有するといった利点から、イギリスのチャレンジャー2戦車などで使用が継続されている。実戦では、湾岸戦争でチャレンジャー1戦車がイラクのT-55戦車に対し、距離5,000mから砲撃して命中、撃破した記録がある。